# 反極綠鸚鵡
，又名安蒂波德斯长尾小鹦鹉，为新西兰安蒂波德斯群岛上的一个特有种，体长可达30厘米，是長尾鸚鵡屬中最大的一种。杂食性，吃植物的种子、果实，也捕食海鸟。
其种加词unicolor意为“单色的”。